# ديار آل الصهوة (السوم)

تعديل مصدري - تعديل

ديار آل الصهوة هي إحدى قرى عزلة السوم بمديرية السوم التابعة لمحافظة حضرموت، بلغ تعداد سكانها 92 نسمة حسب تعداد اليمن لعام 2004.